# NGC 2572
NGC 2572 (również PGC 23441 lub UGC 4355) – galaktyka spiralna z poprzeczką (SBbr), znajdująca się w gwiazdozbiorze Raka. Odkrył ją Édouard Jean-Marie Stephan 2 lutego 1877 roku.